# Hardtner
Hardtner – miasto w Stanach Zjednoczonych położone w hrabstwie Barber w stanie Kansas.